# Akurwa
Akurwa est une localité du Soudan du Sud située dans l’État du Nil Supérieur, sur la rive occidentale du Nil Blanc. La tradition orale du peuple Shilluk situe à Akurwa la disparition mystérieuse de Nyikang, leur premier roi. Le sanctuaire local, élevé à la mémoire de ce personnage renferme plusieurs de ses reliques dont son effigie, son trône et son bouclier.

## Administration
Avec Aderi, Kaka et Thorguang (Thor-Gwang), Akurwa est l'un des quatre Bomas du Payam de Kaka.

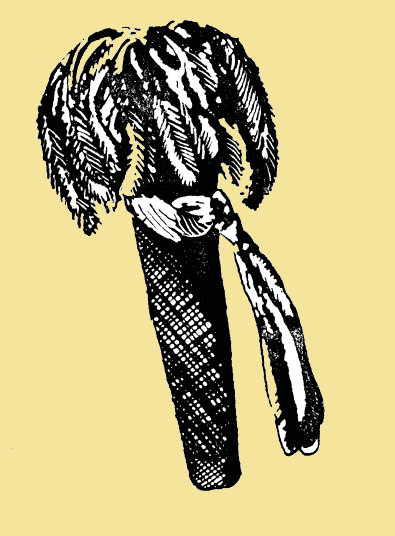
Croquis de l'effigie de Nyikang conservée à Akurwa

- État: Nil Supérieur (État)
- Comté: Manyo
- Payam: Kaka
- Boma: Akurwa